# 39-es busz (Miskolc)
A miskolci 39-es körjárat az Újgyőri főtér és az Avasi kilátó kapcsolatát látja el. Ellenkező irányban a 29-es körjárat közlekedik.

## Története
2003-ban indult, hat évvel azután, hogy az eredetileg DIGÉP-ig közlekedő 36-os busz útvonalát lerövidítették a Nagyváthy utcáig. A 2007-es közlekedésátszervezés során számos más járatokkal együtt szűnt meg.
Útvonala 2003–2007 között: Avas kilátó – Leszih A. u. – Hajós A. u. – Mednyányszky u. – Ifjúság u. – Derkovits Gy. u. – Népkert – Szemere u. – Erzsébet tér – Teleki u. – Nagyváthy u. – Wesselényi u. – Tímármalom u. – Kiss E. u. – Vasgyári u. – Újgyőri főtér.
A VEKE által elkészített 2015-ös javaslatcsomagban szó esett a járat újraindításáról, de semmi köze nem lett volna a megszűnt változathoz.
Útvonala 2023. október 14: Győri kapu – Hideg sor – Avas – Vargahegy – Újgyőri főtér
Megállói: Újgyőri főtér – Újgyőri főtér (1-es busz megállóhelye Tiszai pu. felé) – Avar utca – Örs utca – Zoltán utca – Aba utca – Szent Anna tér – Avasalja utca – Hideg sor – Mendikás – Avas kilátó – Leszih Andor utca – Hajós Alfréd utca – Mednyánszky utca – Ifjúság útja – Avas városközpont – Sályi István utca – Szentgyörgy út – Csermőkei út – Egyetem – Ruzsinszőlő – Csermőke – Csermőke-Felső – Magashegy – Vargahegy – Batthyány sor – Vasgyári temető – Vasgyár – Újgyőri főtér. Egyes kora hajnali és esti járatok érintik az Egyetemi kollégiumok, Tanulmányi épületek, Egyetemváros végállomás és Olajkutató megállóhely nevű megállókat is. A finomhangolás alatt levő menetrend szerint kora reggel pár járat a Diósgyőri Kórházat is érinti.